# Iolanda Costa
Iolanda Costa, znana kot Iolanda, portugalska pevka, * 4. november 1994.

## Zgodnje življenje
Iolanda se je rodila leta 1994 v Figueira da Foz, vendar so se kmalu preselili v Pombal  Že v otroštvu je pokazala veliko strast do glasbe. V Pombalu je študirala glasbo, kasneje pa se je preselila v London v Združeno kraljestvo, kjer je študirala pisanje pesmi na Univerzi BIMM.

## Kariera
Iolanda je pri 14 letih sodelovala v prvi sezoni šova talentov Uma canção para ti. Leta 2012 je pri 17 letih ponovno poskusila srečo na televizijskem programu, tokrat v 5. sezoni Ídolos, vendar ponovno ni bila uspešna. 
Leta 2014 je Iolanda stopila na oder Blind Tests druge sezone The Voice Portugal, vendar njena izvedba pesmi »Who You Are« Jessie J ni navdušila nobenega od štirih žirantov. Leta 2022 je debitirala na Festival da Canção, portugalskem izboru za Pesem Evrovizije, kot soavtor in soskladatelj pesmi »Mar no fim« v izvedbi Blaccija.
Leta 2024 je bila Iolanda tekmovalka na festivalu Festival da Canção 2024 s pesmijo »Grito«. Prišla je do finala, v katerem je zmagala in postala predstavnica Portugalske na Pesmi Evrovizije 2024. Iolanda je nastopila v prvem polfinalu, kjer je zasedla 8. mesto in se prebila v finale, v katerem je zasedla 10. mesto s 152 točkami.

## Diskografija

### Studijski albumi
| Naslov  | Podrobnosti                                                                               |
| ------- | ----------------------------------------------------------------------------------------- |
| »Cura«  | - Objavljeno: 31. marec 2023 - Založba: Altafonte - Formati: digitalni prenos, pretakanje |
| »Grito« | - Objavljeno: 14. junij 2024 - Založba: Altafonte - Formati: digitalni prenos, pretakanje |

### Pesmi
| »Cura«                                                                                | 2022 | —  | —  | Cura                    |
| »Assim« (skupaj s Chorom in Matheusom Paraizom in Inês Marques Lucas)                 | 2022 | —  | —  | —                       |
| »Contigo« (s Soluno in Luarjem)                                                       | 2022 | —  | —  | —                       |
| »Lugar certo«                                                                         | 2022 | —  | —  | Cura                    |
| »Juro já nem paro«                                                                    | 2023 | —  | —  | Cura                    |
| »Grito«                                                                               | 2024 | 42 | 65 | Festival da Canção 2024 |
| »Calma«                                                                               | 2024 | —  | —  | —                       |
| »—« označuje posnetek, ki ni bil uvrščen na lestvico ali ni bil izdan na tem ozemlju. |      |    |    |                         |

## Skupaj
1. ↑  »Iolanda, de Pombal, leva "Grito" ao Festival da Canção«. regiaodeleiria.pt (v portugalščini). 21. januar 2024. Pridobljeno 6. marca 2024.
2. ↑  »Biografia: Iolanda - Festival da Canção 2024«. Rádio e Televisão de Portugal (v portugalščini). Pridobljeno 6. marca 2024.
3. ↑  »Ex-concorrente de "Uma Canção Para Ti" concorre ao "Ídolos"«. A Televisão (v portugalščini). 29. april 2012. Pridobljeno 6. marca 2024.
4. ↑  Cláudio Garcia (24. februar 2023). »Depois do Hot Clube e de Londres, Iolanda entre o fado e a música electrónica«. Jornal de Leiria (v portugalščini). Pridobljeno 6. marca 2024.
5. ↑  Emanuel Filipe (7. marec 2022). »[Olhares sobre o Festival da Canção 2022] Quem serão os finalistas da segunda semifinal?«. ESC Portugal (v portugalščini). Pridobljeno 6. marca 2024.
6. ↑  João Pedro Bandeira (24. marec 2023). »Iolanda, "Juro Já Nem Paro"«. RDP Internacional (v portugalščini). Pridobljeno 6. marca 2024.
7. ↑  Jonathan Vautrey (24. februar 2024). »Festival da Canção 2024: Iolanda and João Borsch among semi-final 1 qualifiers«. Wiwibloggs. Pridobljeno 6. marca 2024.
8. ↑  »'Grito' wins 'Festival da Canção': Iolanda will represent Portugal in Sweden«. Eurovision.tv. European Broadcasting Union. 10. marec 2024. Pridobljeno 10. marca 2024.
9. ↑  Holdiness, Timothy. »Eurovision 2024 Semi-Final One Qualifiers«. ESCXTRA (v britanski angleščini). Pridobljeno 14. maja 2024.
10. ↑  Sturtridge, Isaac. »REVEALED: The Eurovision 2024 semi-final and final jury/televote detailed voting results«. ESCXTRA (v britanski angleščini). Pridobljeno 14. maja 2024.
11. ↑  »Cura - Album by iolanda«. Spotify. Pridobljeno 10. marca 2024.
12. ↑  »Grito - EP by iolanda«. Spotify. Pridobljeno 15. junija 2024.
13. ↑  »Iolanda – Grito«. portuguesecharts.com. Pridobljeno 24. maja 2024.
14. ↑  »2024 20-os savaitės klausomiausi (Top 100)« (v litovščini). AGATA. 17. maj 2024. Pridobljeno 17. maja 2024.